# Жан Калвин
Жан Калвин (фр. Jean Calvin; Нуајон, 10. јул 1509 — Женева, 27. мај 1564) био је француски реформатор и теолог. Са намером да се посвети свештеничком позиву, а у 12. години примио је тонзуру, једини верски обред који је на њему извршен.
Студирао је теологију у Паризу на Сорбони, али је касније почео да се двоуми око свог будућег позива. Од 1528. године, студирао је право у Орлеану где је пао под утицај Мелхиора Волмара, протестанта. Калвин 1532. године издаје расправу на Сенекино дело De Clementia. Две године касније, 1534. објавио је своје најзначајније дело Institutio Christianae religionis, које ће целог живота дорађивати и допуњавати. У њему је изложио своје најважније политичке, верске и социјалне идеје, које ће убрзо применити у пракси у Женеви.
Римокатоличку цркву напушта 1533. године са тврдњом да је доживео визију у којој му је саопштено да је његова улога у реформацији цркве и њено враћање на изворну чистоћу. Наредне године био је у затвору, и да би избегао прогоне Франсое I, отпутовао је у Базел. На пропутовању кроз Женеву придружио се Фарелу у његовој намери да изврши реформацију. Калвин је именован за проповедника и професора теологије.
Током свог живота неколико пута је издао дело Articuli de Regimine Ecclesiae у коме је расправљао на тему Тајне вечере и још неколико верских питања. У том периоду наметао је грађанима да прихвате неке његове заповести у вези са потврдом вере, па је дошло до сукоба са Фарелом, који се завршио прекидом сарадње. Наредне три године, Калвин је био министар француске конгрегације и предавач у теолошкој школи. Спријатељио се са Меланхтоном, али се убрзо вратио у Женеву где је преузео руководећу улогу и установио теократски режим по угледу на Стари завет.
Полагао је право на екскомуникацију и животе грађана. Биле су забрањене и најбаналније слободне активности као што су песма и игра. Затваране су кафане и гостионице, а за било какво довођење постојећег поретка у питање била је предвиђена казна смрћу, или, у блажим случајевима, протеривање из града. Диктатор је постао 1555. године у Женеви која је постала град са најчвршћим моралом. Упркос свему, уживао је глас великог просветитеља и црквеног великодостојника. Његово образовање, познавање језика, јасан стил учинили су га једним од најутицајнијих реформатора не-лутеранске протестантске цркве. Учење о предодређењу прихватио је као догму и увео у реформисану цркву.